# Зекзюлино
Зекзюлино — деревня в городском округе Луховицы Московской области России.
Расположена на юго-востоке региона, в юго-западной части округа, в 10 км к югу от центра города Луховицы.
Ближайшая река к деревне — река Меча, находящаяся в 2 км от Зекзюлино. Ближайшая железнодорожная станция расположена вблизи деревни Астапово, это станция Мельгуново, которая находится в 7 км от Зекзюлино (5 км по прямой).
Именование деревни — антропотопоним от первых владельцев татарского происхождения.
С 1994 по 2004 год деревня входила состав Астаповского сельского округа, с 2004 по 2017 год — в состав сельского поселения Астаповское Луховицкого района.

## Население
| 2002 | 2006 | 2010 |
| ---- | ---- | ---- |
| 2    | ↗4   | →4   |